# Vachellia farnesiana
Vachellia farnesiana conhecida como Acácia-amarela, é uma árvore ornamental cujo fruto em forma de vagem se forma entre os meses de julho e dezembro. Ela pode crescer até 2 m e também possui espinhos. Logo é ótima para ser utilizada como cerca viva. É muito conhecida pelas suas lindas flores amarelas, que aparecem entre os meses de junho a agosto.

## Galeria

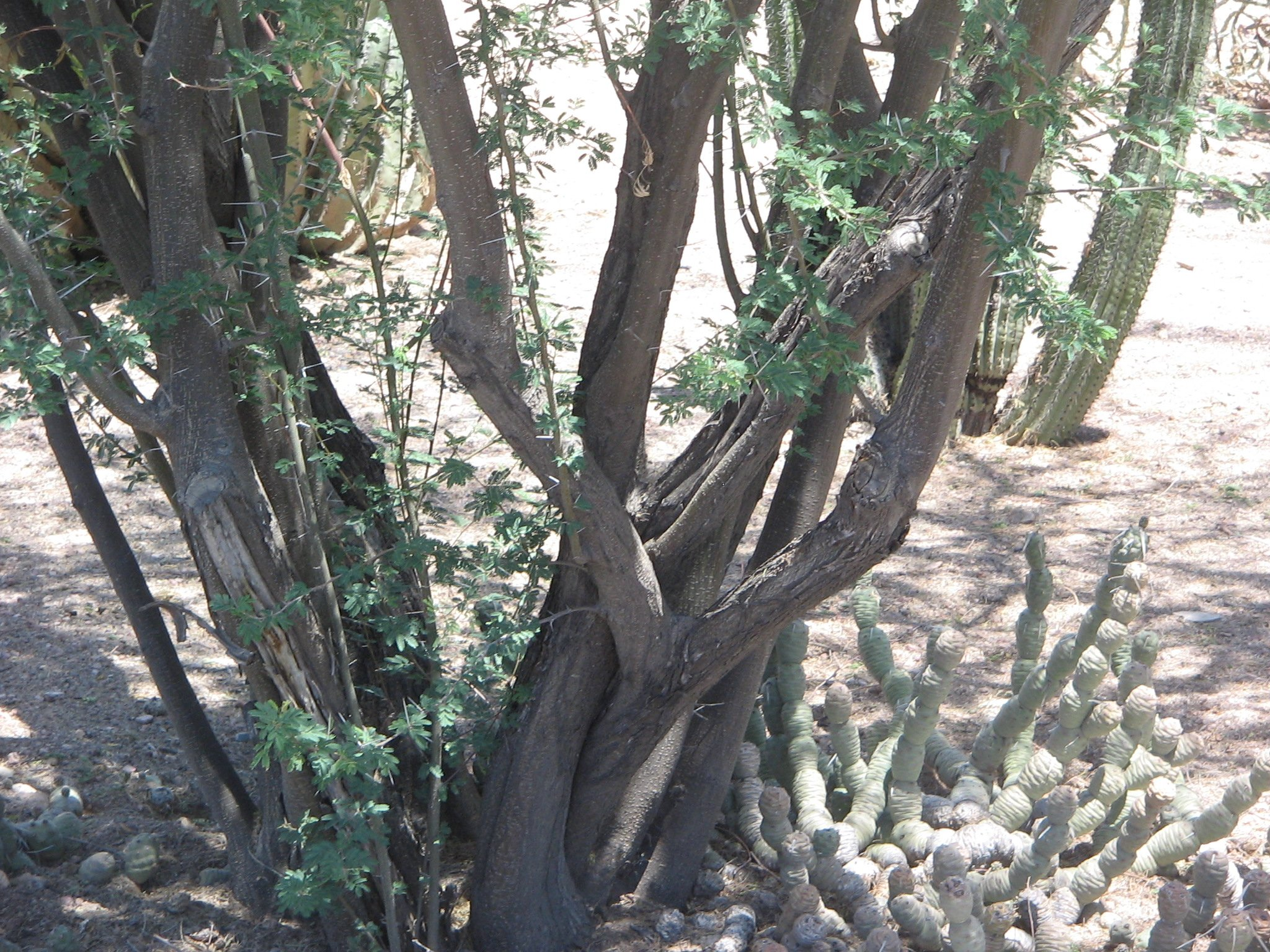
Casca e espinhos thorns
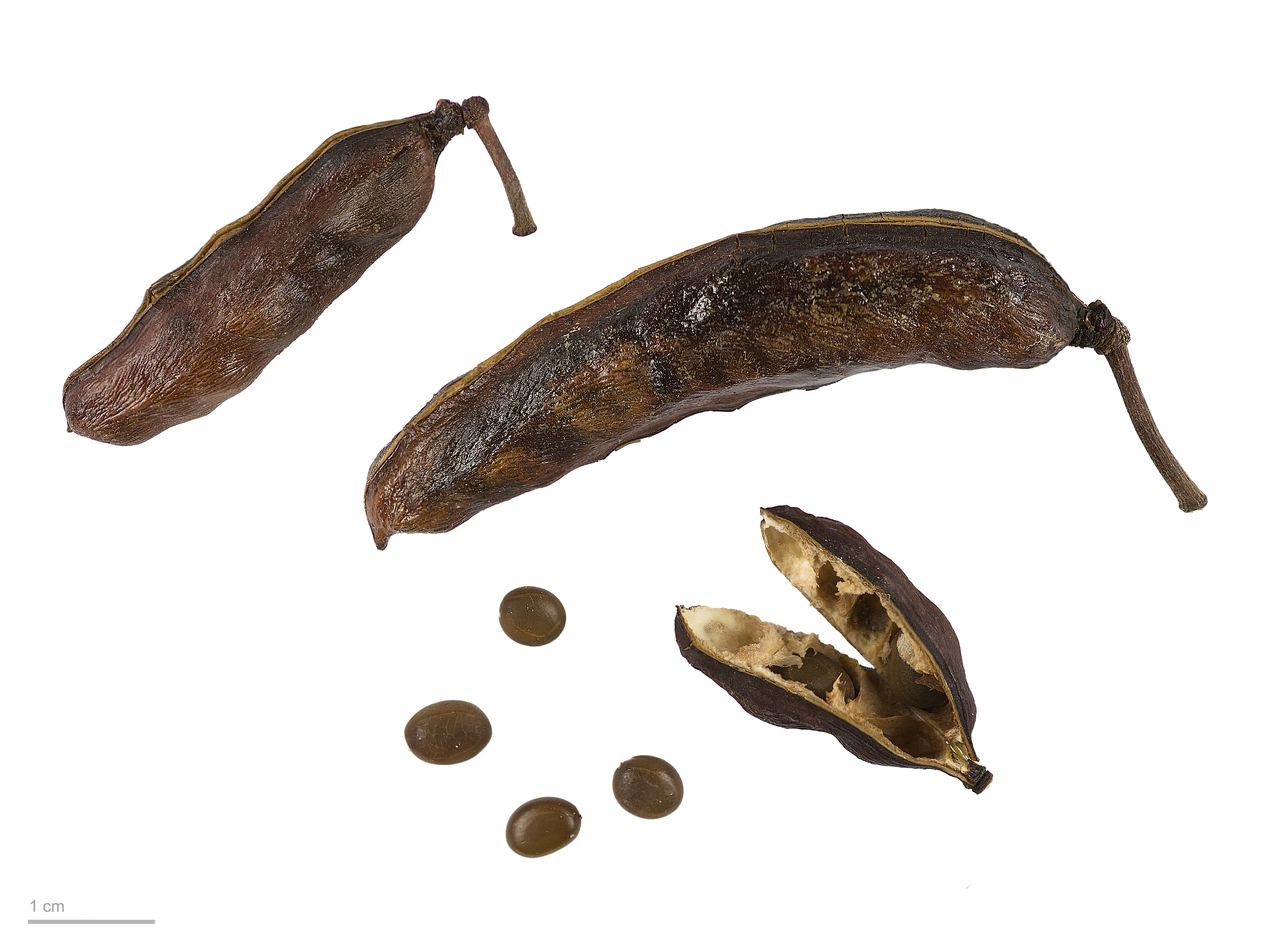
No Museu de Toulouse
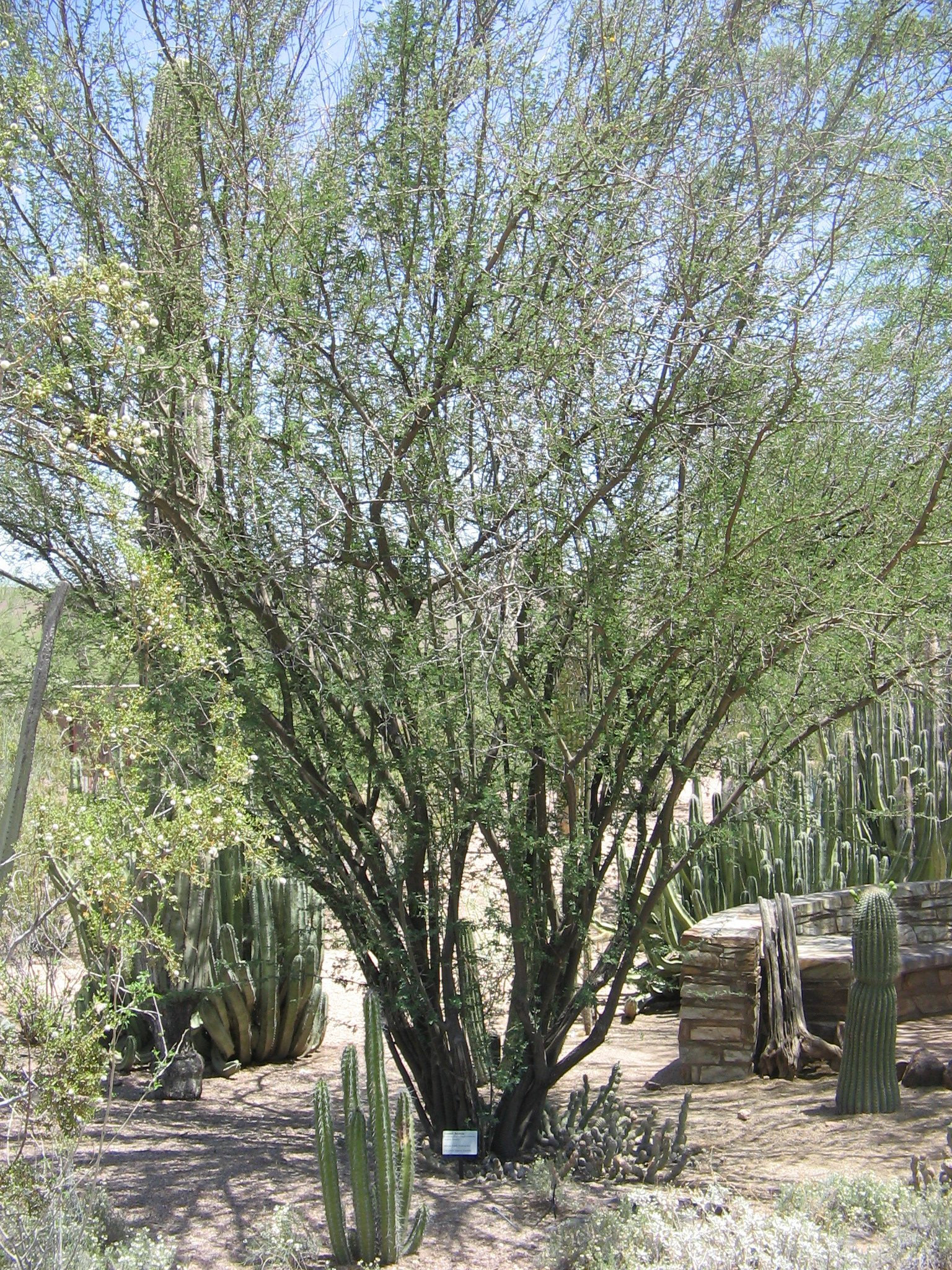
Habit
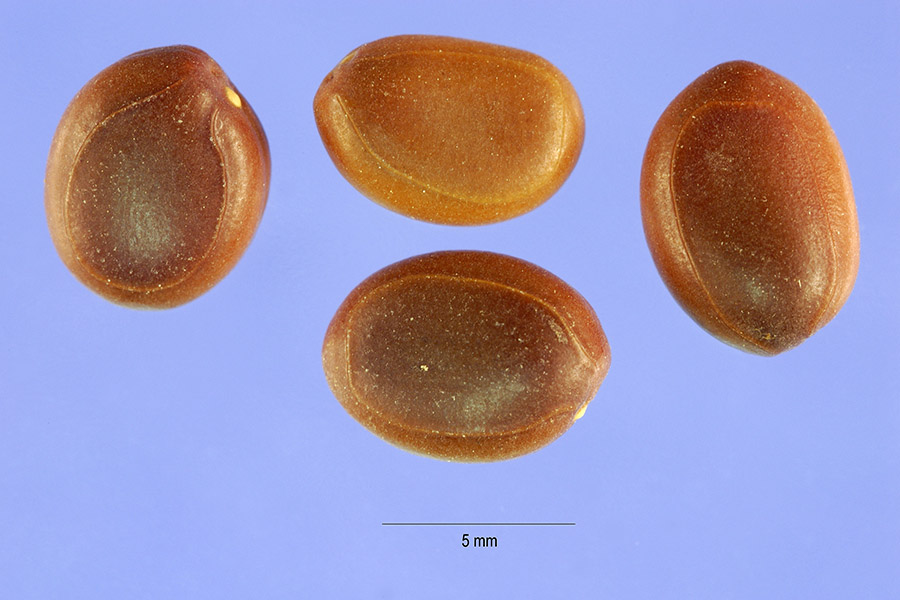
Sementes
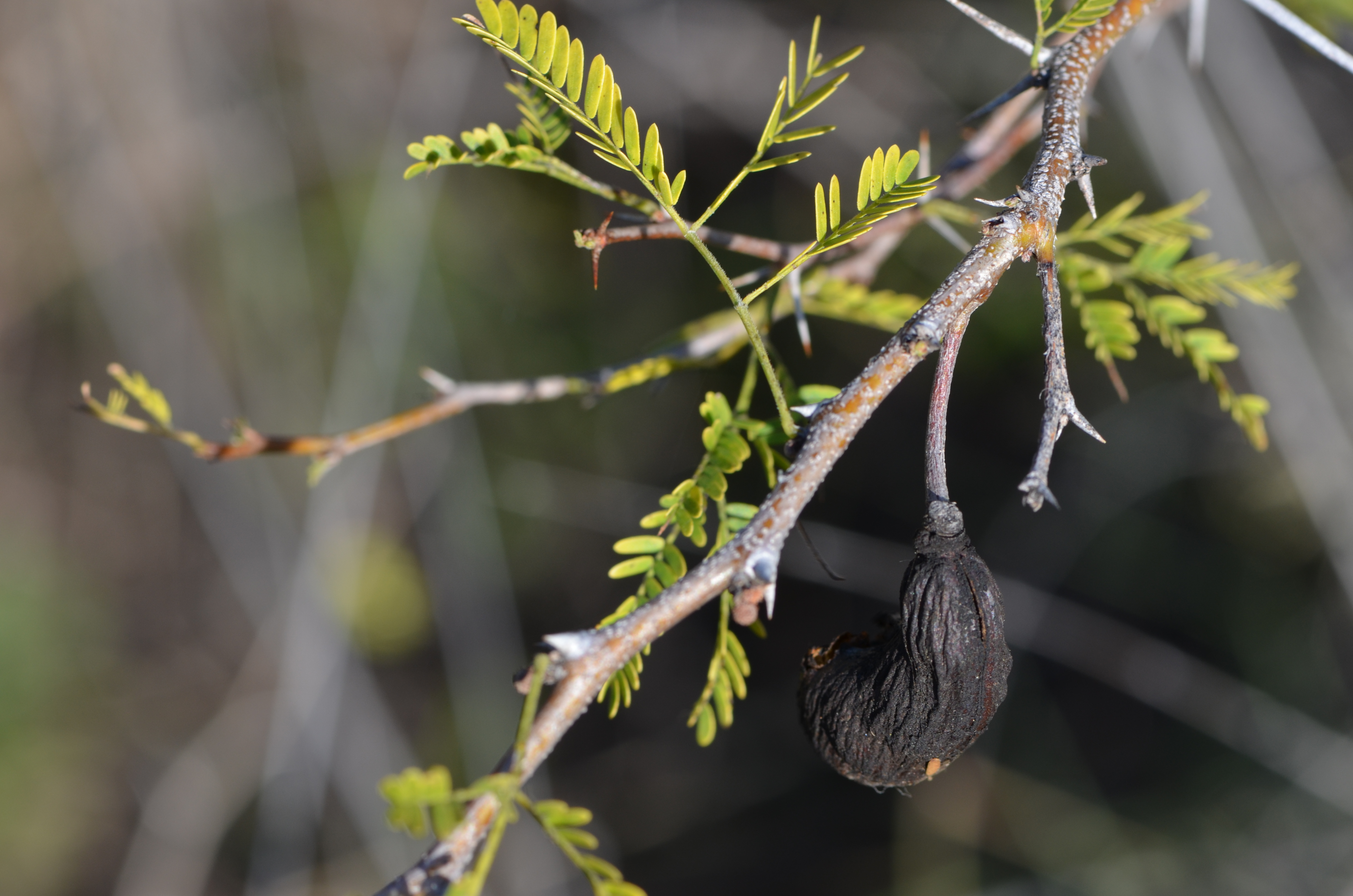
Vagem de sementes
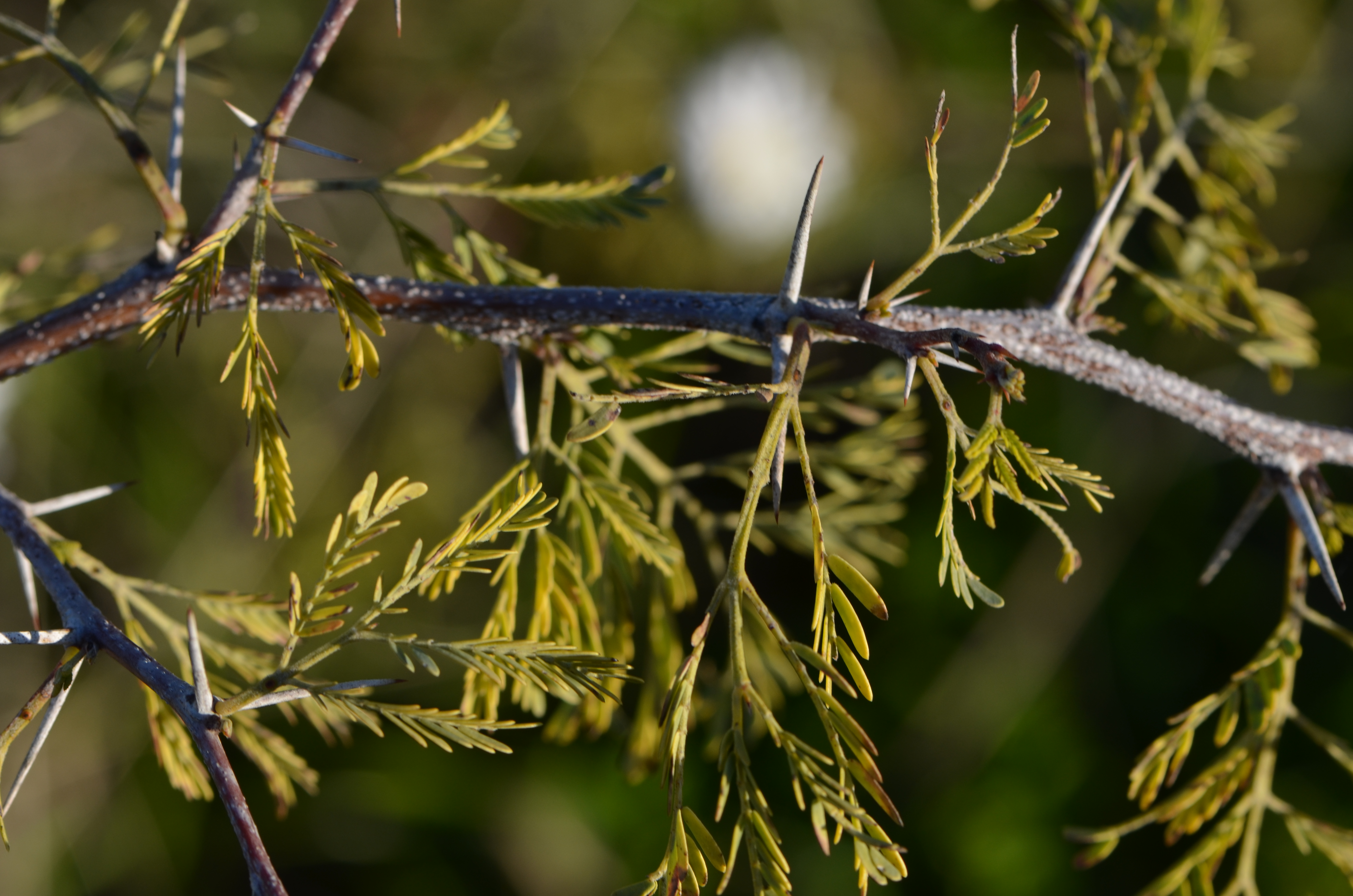
Espinhos e folhas
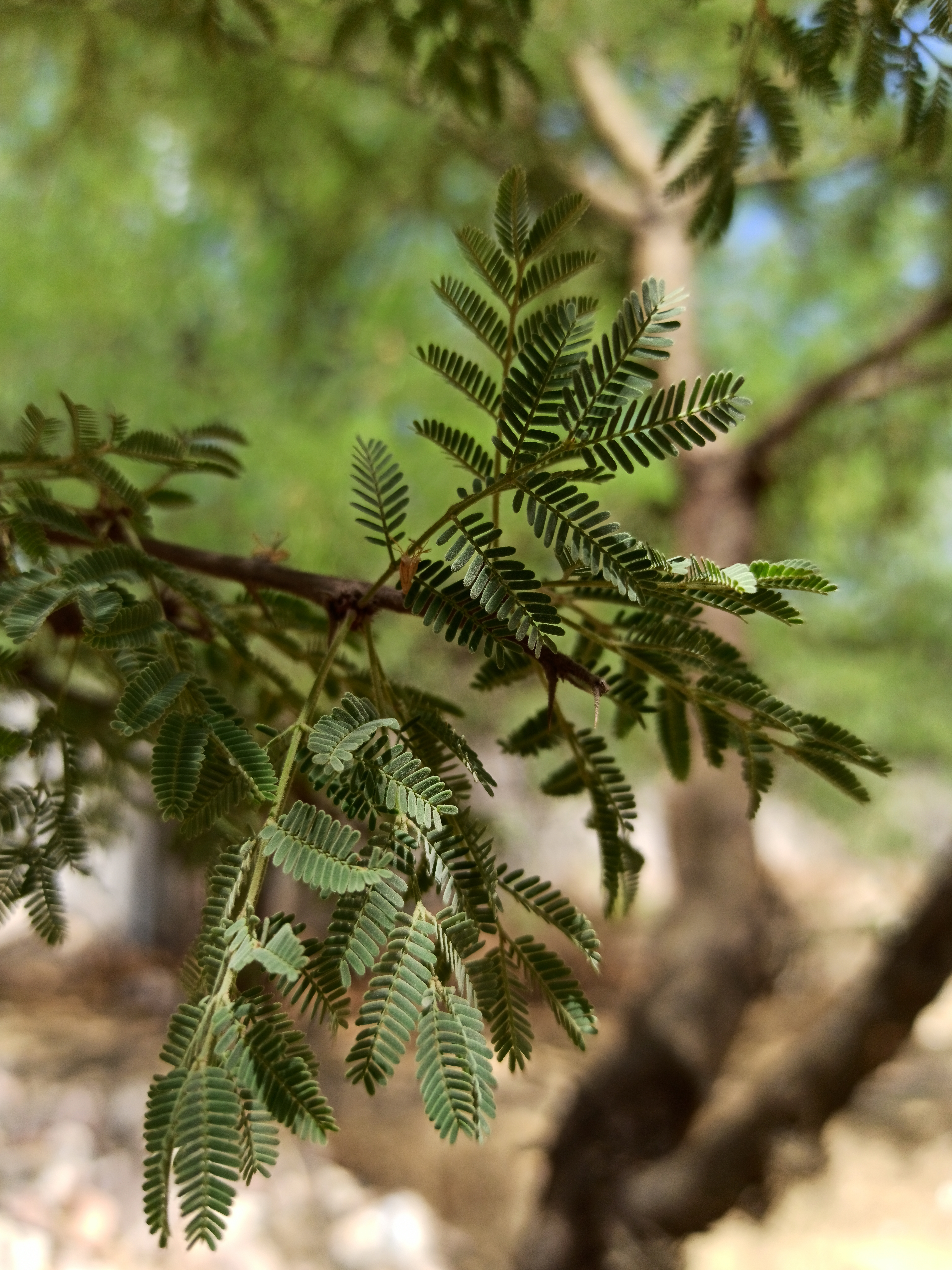
Folhas